# Weimaraner
Weimaraner[Nota] é uma raça de cães oriunda da Alemanha, um cão de aponte da categoria gun dog. A sua origem não é bem conhecida, embora se saiba que o seu nome vem do desportista Carlos Augusto, Grão-Duque de Saxe-Weimar-Eisenach. Apesar de conhecida desde 1600, o padrão deste possível descendente do braco alemão de pelo curto só foi estabelecido em 1800 e apenas no século XX se tornou popular fora da Europa, em particular por não haver antes uma comercialização que exportasse exemplares para outros lugares que não até a Áustria. Estes caninos foram criados pelos nobres para realizarem diversas modalidades de caça, entre elas a desportiva e a de animais de grande porte. A sua personalidade é descrita como teimosa, sendo portanto indicado para donos mais experientes; é inteligente e dócil. Fisicamente é um animal que pode atingir 40 kg. Sua pelagem varia entre cinza-rato, cinza-corça e cinza-prateado. Possui duas variedades: pelo longo e pelo curto.

## Galeria

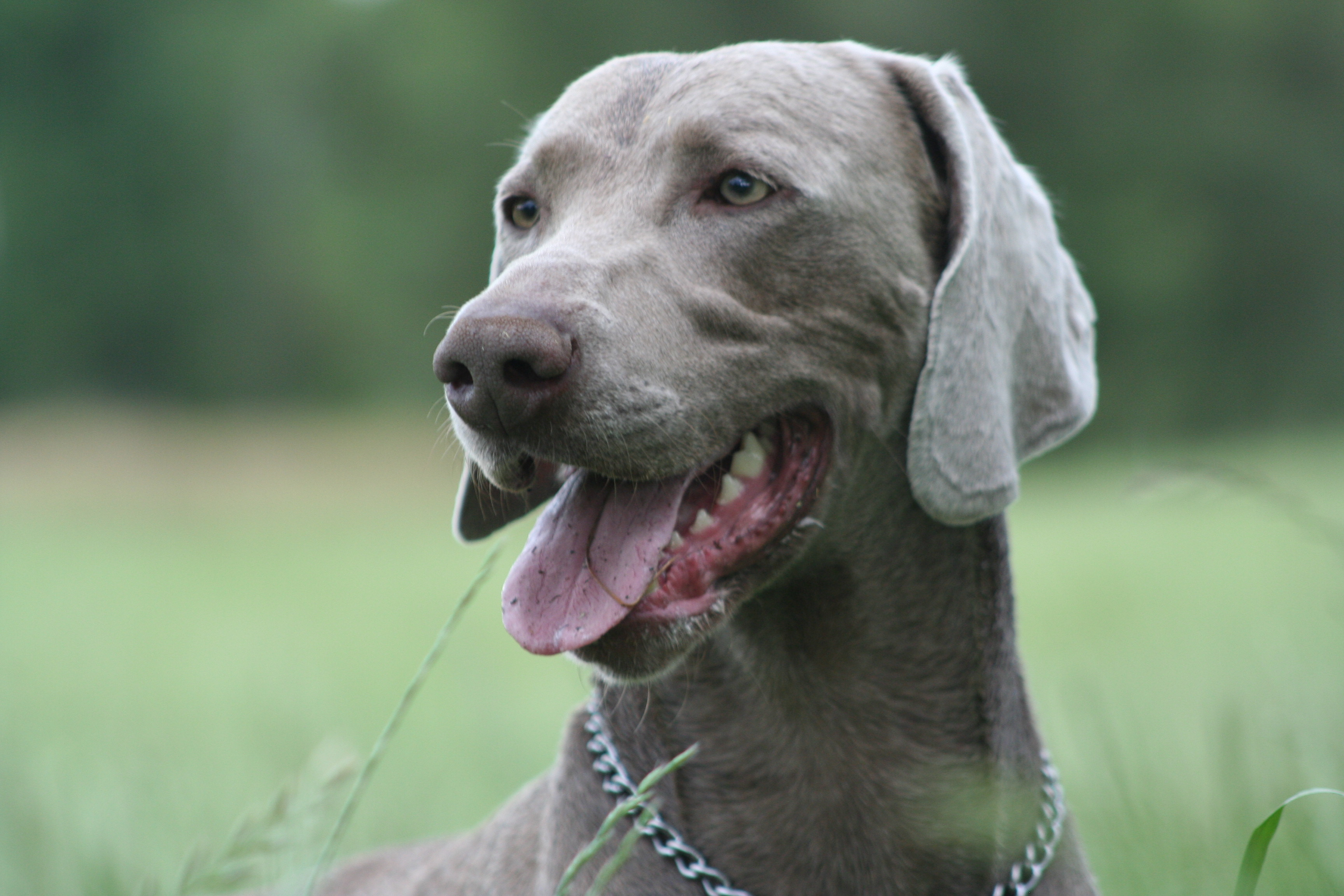
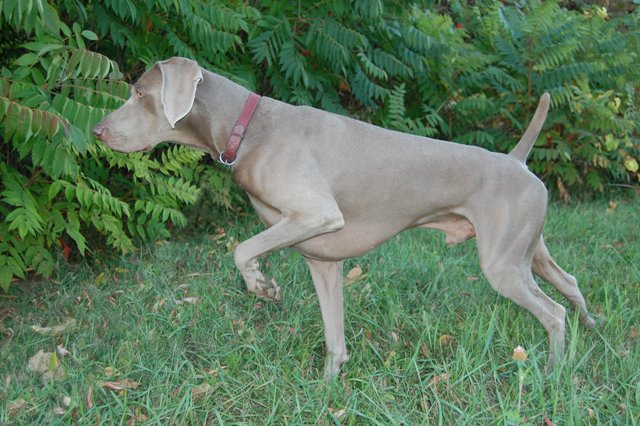
Apontando
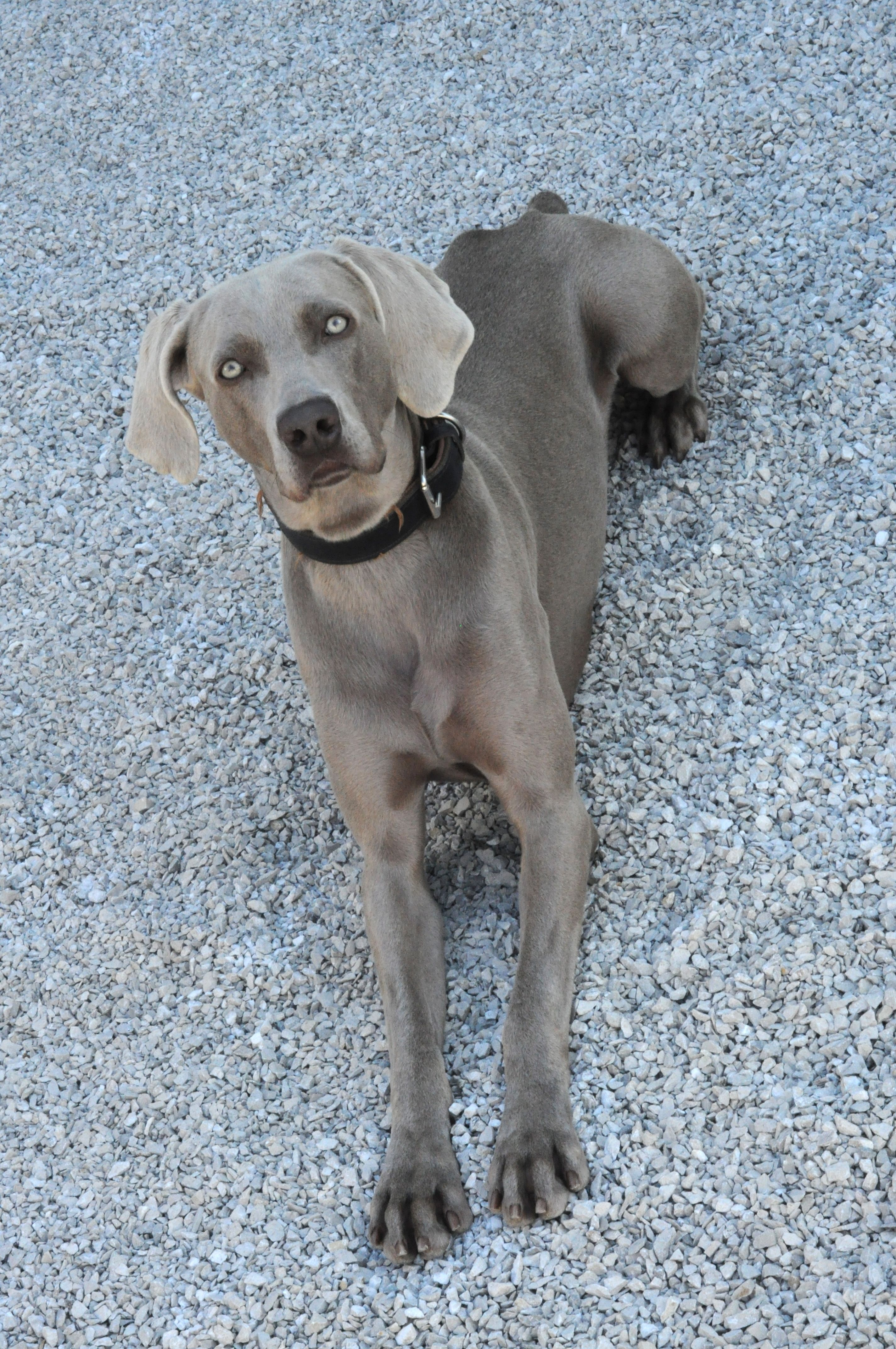
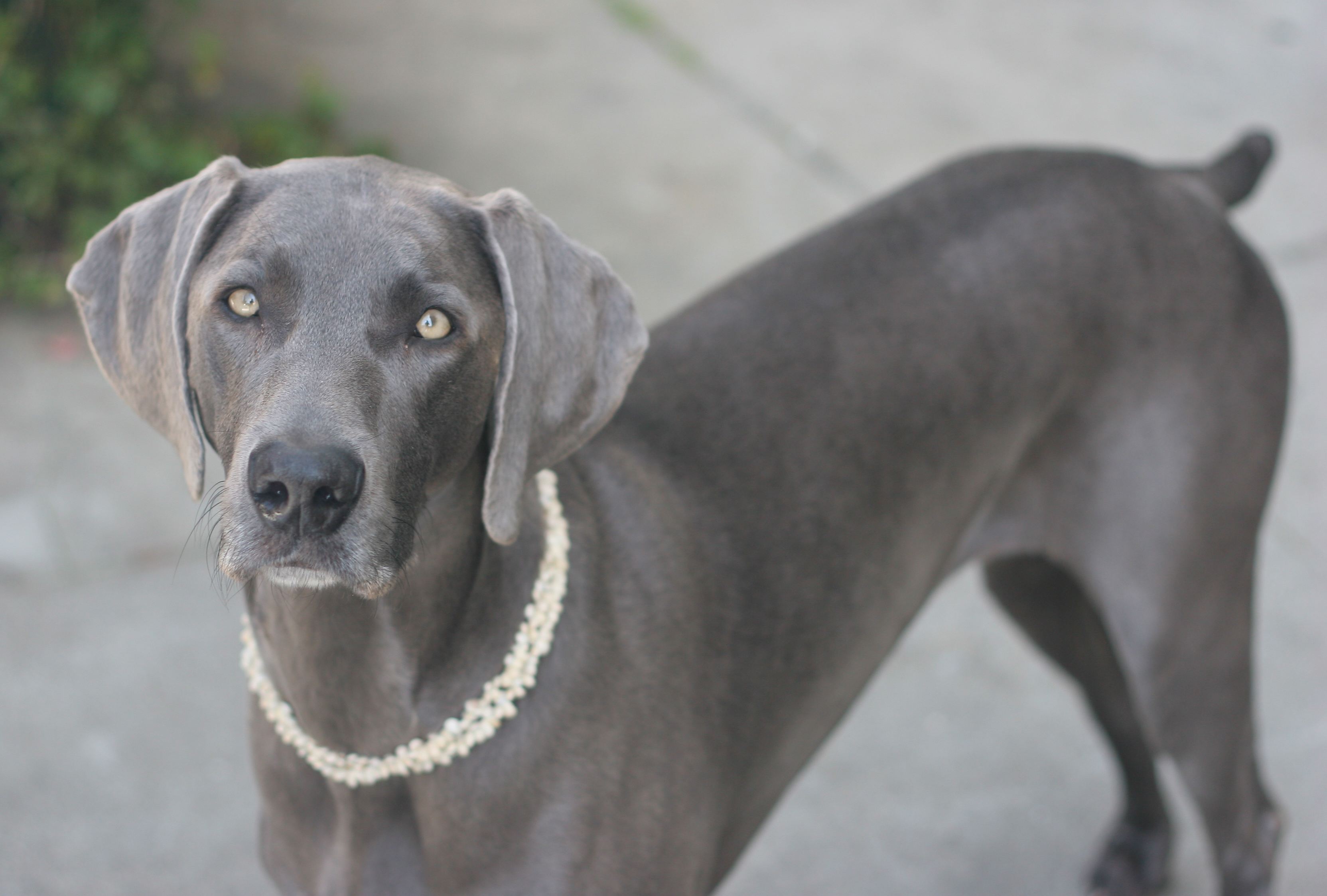
Cinza-rato
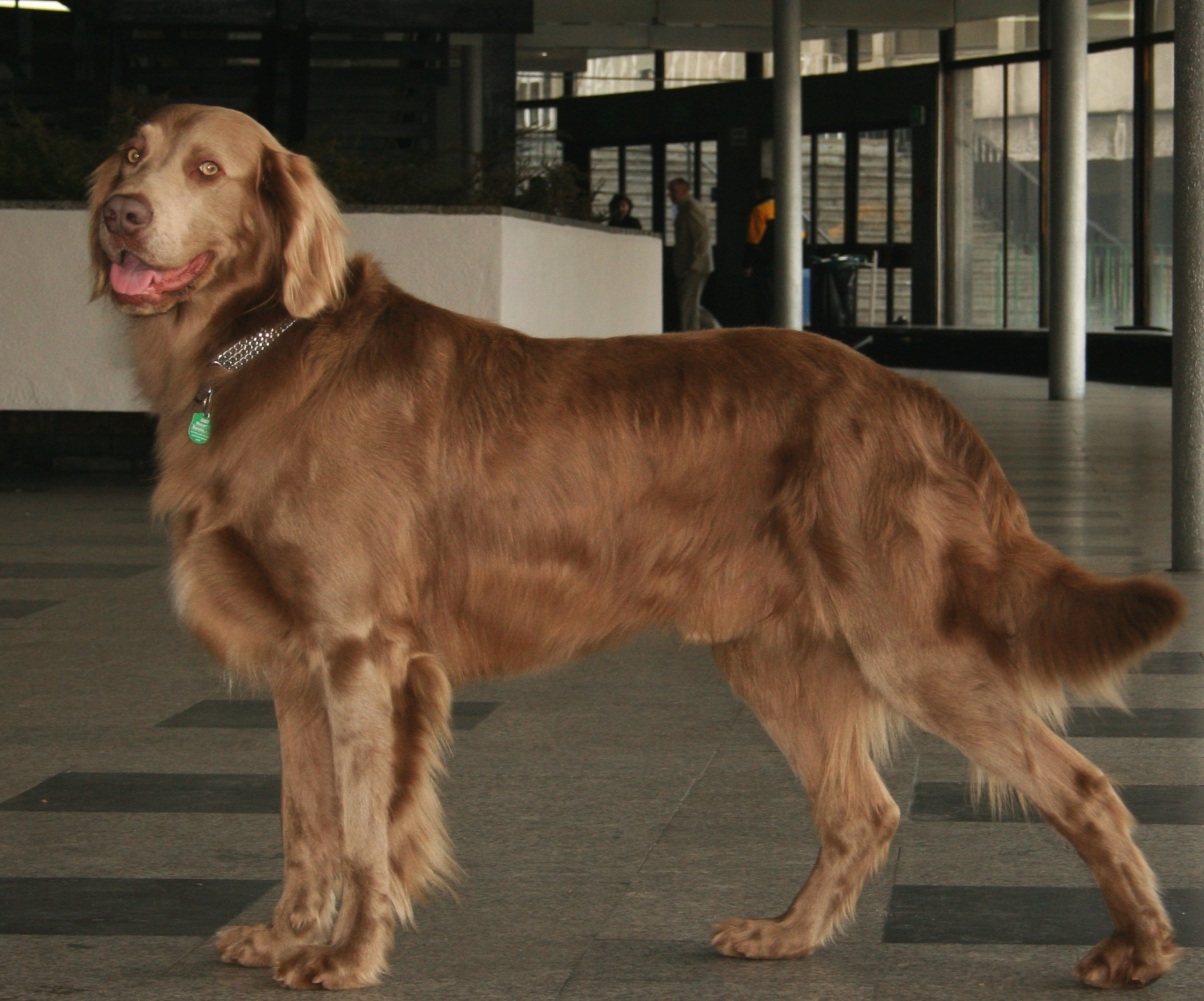
Pêlo-longo
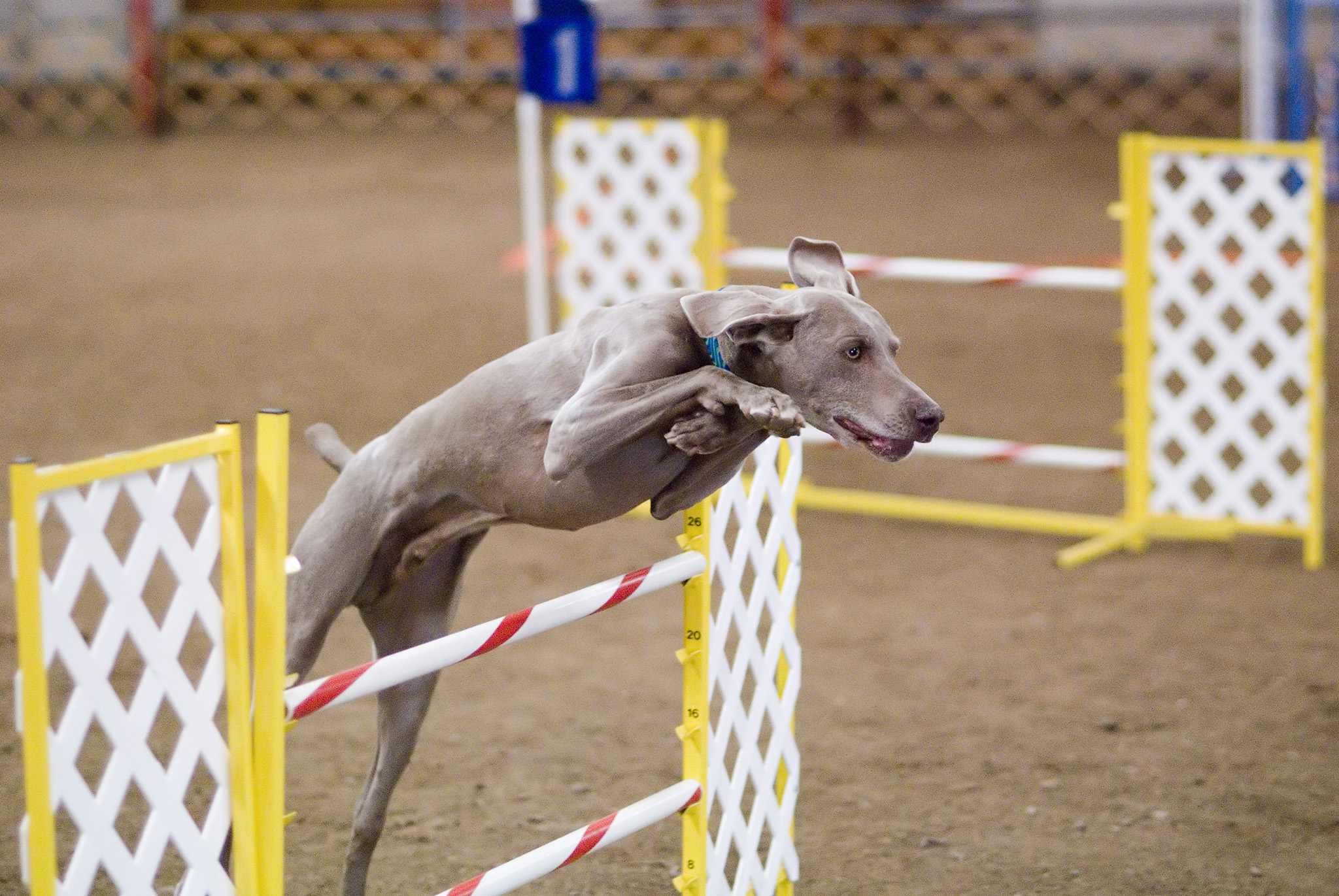
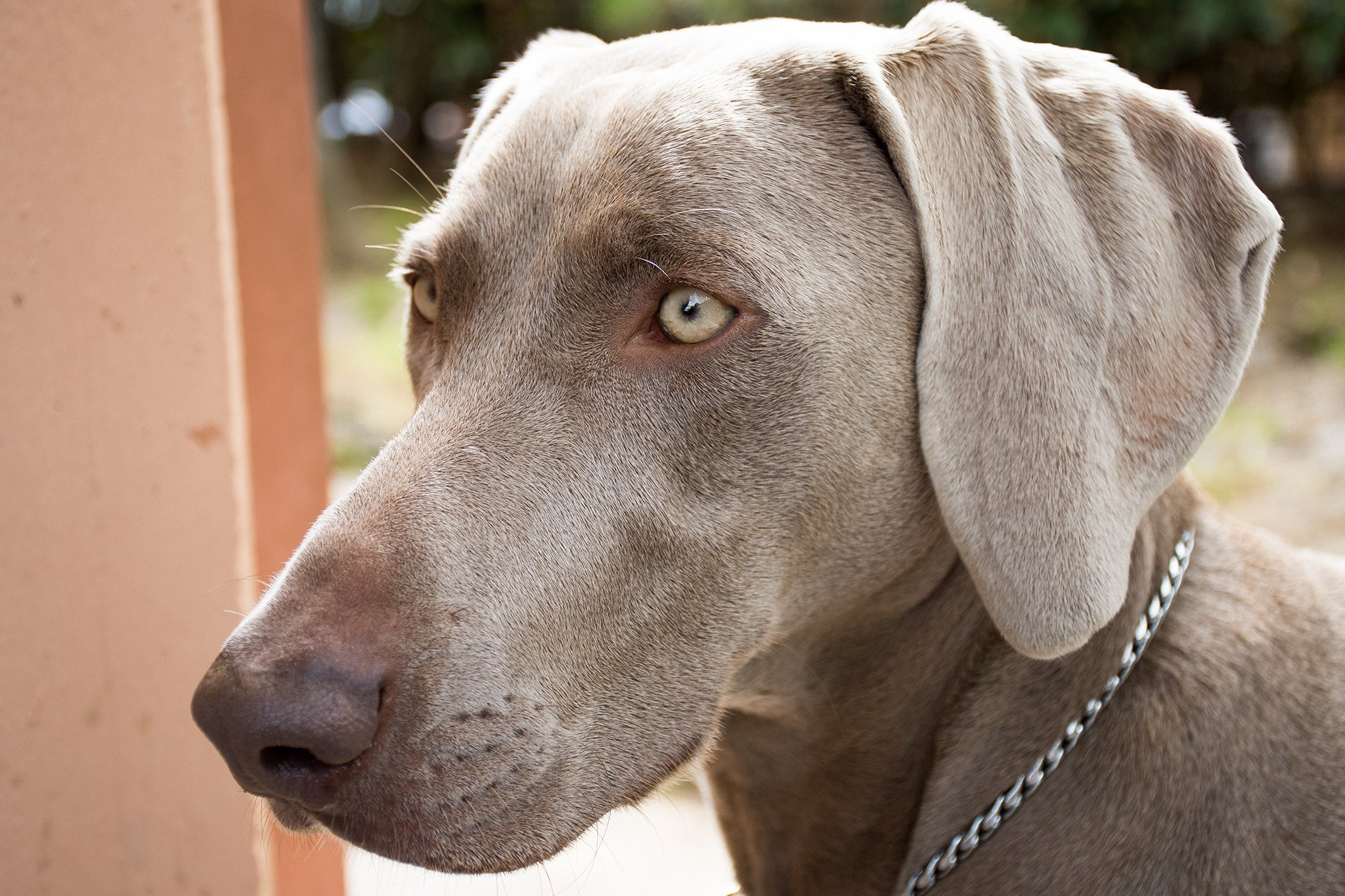